# Ietsismo
El ietsismo (del neerlandés iets, ‘algo’) es la creencia en algún tipo de realidad transcendental o metafísica inespecífica. Es un término general utilizado para referirse a un conjunto diverso de convicciones que tienen en común la creencia en la existencia de algo más allá de lo terrenal, pero que no se adscriben al sistema de creencias, dogma o visión deísta de ninguna religión en particular. Esta postura está así estrechamente relacionada, si bien con diferencias, con el agnosticismo teísta (aunque muchos ietsistas no creen en la existencia de ningún Dios y por tanto son agnósticos ateos), el eclecticismo, el deísmo, y lo espiritual pero no religioso. No obstante, los ietsistas pueden considerarse a sí mismos cristianos o seguidores de alguna religión en cuanto a su identificación cultural con la misma, pero sin creer ni seguir sus dogmas particulares.

## Etimología
El nombre deriva del equivalente holandés a la pregunta: "¿Crees en el Dios cristiano convencional?", siendo la respuesta típica de un ietsista "No, pero tiene que haber algo", donde "algo" se dice iets en holandés.
La palabra ietsismo fue utilizada por primera vez en 1997 por el columnista político y biólogo molecular ateo Ronald Plasterk (quien más tarde sería Ministro de Educación, Cultura y Ciencia, y Ministro de Interior y Relaciones del Reino) en un artículo de la revista Intermediair. Sin embargo, el término no se hizo popular en los Países Bajos hasta que el mismo Plasterk lo utilizó en el programa de televisión Buitenhof. En octubre de 2005, la palabra ietsismo fue incluida en la 14.ª edición del Diccionario de la Lengua Holandés Dikke Van Dale.
Alrededor del año 2012, la palabra empezó a circular entre personas de habla inglesa como préstamo léxico. Más recientemente, el término ietsista ha surgido en los Países Bajos para describir a los seguidores de esta creencia, aunque no ha sido aún incluido en la lengua inglesa.
La palabra ietsismo está siendo cada vez más ampliamente utilizada en Europa, en contraposición al concepto 'espiritual pero no religioso' que sí prevalece en Norteamérica. Así, es utilizada ya, al menos, en holandés (ietsisme), alemán (Ietsismus), ruso (итсизм), checo (něcismus), frisón occidental (eatisme), ucraniano (ітсизм) y bielorruso (іцызм). Sin embargo, ésta carece aún de uso en la lengua española.

## Creencia
El ietsismo puede ser descrito aproximadamente como la creencia en un "algo superior", sin más especificación de su naturaleza. 
En contraste con el agnosticismo tradicional, que presenta a menudo una visión escéptica sobre dioses u otras entidades metafísicas defendiendo que “No se puede saber con seguridad si existe un Dios", los “ietsistas” toman un punto de vista más similar a “Y aun así parece que existe algo más allá...". Se trata por tanto de una forma de liberalismo religioso o no denominación. El ietsismo también puede ser descrito como contrapartida mínima del nihilismo, puesto que acepta que hay algo más allá, pero al mismo tiempo no realiza más suposiciones sobre este hecho al carecer de evidencia alguna.
Dentro de ietsismo existen diversas creencias que tienen en común el no ser clasificables bajo ninguna religión tradicional. Aunque a menudo combinan conceptos de diferentes religiones, creencias populares, supersticiones e ideologías, los ietsistas no se sienten identificados con los dogmas de ninguna religión en particular, y normalmente, tampoco creen en un dios personal que intervenga activamente en la vida del creyente, por lo que pueden al mismo tiempo definirse también como ateos. Algunos ietsistas creen en un poder superior no determinado o incluso en alguna deidad más concreta, mientras que otros sólo lo hacen en energías espirituales, en almas o en alguna forma de más allá. El ietsismo a menudo coincide con la creencia en la pseudociencia o en los fenómenos paranormales, tales como la acupuntura, los ángeles, las deidades y criaturas míticas, la astrología, el aura, los chakras, la clarividencia, las deidades, los elfos, la medicina de la energía, la energía esotérica, los fantasmas, la cristaloterapia, la homeopatía, el karma o la osteopatía.
El ietsismo también comparte características con puntos de vista como el deísmo y el denominado 'Dios de los Vacíos', cuyo origen se encuentra más en cuestiones sobre la naturaleza y origen del universo físico. Podría decirse que el ietsismo es "deismo de aquéllos inclinados hacia lo espiritual".
Dado que los ietsistas no encuentran satisfactorios ninguno de los dioses ofrecidos por las religiones tradicionales, el concepto de espiritualidad de cada ietsista es por tanto diferente. Esto puede variar desde el concepto judeocristiano de Dios como fuerza o inteligencia que existe fuera del mundo, hasta una posición similar a la visión budista de un poder espiritual colectivo que existe dentro del mundo.  Otros ietsistas defienden un punto de vista genuinamente agnóstico, según el cual la naturaleza real de Dios es totalmente desconocida o incognoscible.
Una encuesta de opinión llevada a cabo por el periódico holandés Trouw en octubre de 2004 determinó que en torno al 40% de sus lectores tenían una creencia de este tipo, algo probablemente compartido por otros países del norte de Europa. Así mismo, una encuesta de la Universidad Libre de Ámsterdam realizada en 2014 concluyó que la población holandesa se compone de un 27% de ietsistas, un 31% de agnósticos, un 25% de ateos y un 17% de teístas.
Puesto que los ietsistas no pueden ser claramente clasificados ni como religiosos ni como no religiosos, el ietsismo no es normalmente tenido en cuenta en las estadísticas de demografía religiosa. Así, la clasificación de los ietsistas como religiosos o no religiosos inclinaría el equilibrio demográfico de los países antes mencionados hacia predominantemente religiosos o predominantemente no religiosos. 

## Personas notablemente ietsistas
- William James Sidis: Matemático, inventor y activista por la paz
- Luis Arce: economista, contador público y político